# Čchoi Sang-mok
Čchoi Sang-mok (hangul 최상목, hanča 崔相穆; 7. června 1963 Soul) je jihokorejský politik. Od prosince 2023 do května 2025 zastával funkci místopředsedy vlády Jižní Koreje a ministra hospodářství a financí Jižní Koreje. Od prosince 2024 do 24. března 2025 po impeachmentu premiéra a úřadujícího prezidenta Han Tok-sua zastával funkci úřadujícího premiéra a zároveň byl úřadujícím prezidentem Jižní Koreje.

## Život
V roce 1986 získal bakalářský titul na Právnické fakultě Soulské státní univerzity. Poté narukoval do armády. Po dvou letech byl propuštěn a na téže fakultě získal magisterský titul. Následně zastával mnoho postů na Ministerstvu hospodářství a financí. V roce 1996 získal doktorát na Cornellově univerzitě.

## Kariéra
Téměř po celou dobu jeho kariéry byl úředníkem na Ministerstvu hospodářství a financí. Postupně zastával funkce ředitele odboru cenných papírů, ředitel odboru finanční politiky, ředitel odboru pro politickou spolupráci, ředitel výboru pro řízení veřejných fondů Komise pro finanční služby a další.
Od října 2013 do července 2014 působil jako poradce místopředsedy vlády a ministra strategií a financí a od července 2014 jako ekonomický a finanční tajemník Kanceláře prezidenta. Poté až do roku 2017 působil jako náměstek ministra hospodářství a financí. V roce 2017 odešel z veřejné funkce poté, co se k moci dostala vláda Mun Če-ina.
Roku 2019 byl jmenován externím ředitelem holdingu Ildong Holdings a roku 2020 byl jmenován externím ředitelem holdingu Shinhan Financial Group. Ve stejném roce byl také jmenován prezidentem Univerzity Nonghjop.
Ve vládě Jun Sok-jola zastává funkci místopředsedy vlády a ministra hospodářství a financí. Zásadní zvrat v jeho politické kariéře přinesl 27. prosinec 2024. Po impeachmentu premiéra Han Tok-sua (který od impeachmentu prezidenta Jun Sok-jola zastával taktéž funkci úřadujícího prezidenta) mu byly předány pravomoce prezidenta a premiéra, dokud se Ústavní soud nerozhodne, jestli oba politiky v úřadech ponechá, nebo budou vyhlášeny nové prezidentské volby.